# Грюнколь (блюдо)

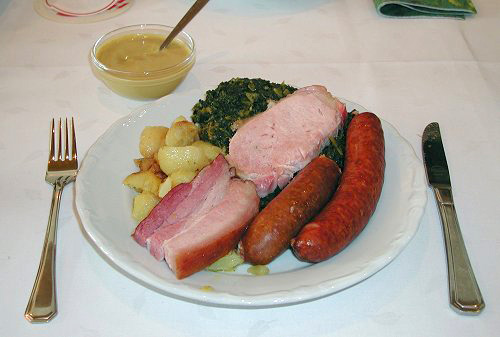
Грюнколь с картофелем — гарнир к сытному мясному блюду

Грю́нколь (нем. Grünkohl — букв. «зелёная капуста») — блюдо из тушёной кудрявой капусты, специалитет Северной Германии, известный также в Нидерландах и части Скандинавии. Обеды с грюнколем после прогулки на свежем воздухе зимой — особая традиция в землях Нижней Саксонии, Бремене, Гамбурге и Шлезвиг-Гольштейне, а также в Вестфалии и восточнее, включая район Магдебурга. По традиции, в прошлом урожай капусты кудрявой капусты собирали после наступления первых осенних заморозков, когда под действием холода в капусте нейтрализуется горечь. Окончание сезона грюнколя обычно приходилось на Великий четверг перед Пасхой. Согласно старинному обычаю, обеду с грюнколем в семейном кругу или большой компанией предшествует так называемая «капустная поездка» (нем. Kohlfahrt) — весёлая прогулка по сельской местности. Во время этого путешествия участники обычно развлекались различными соревнованиями и спортивными играми. Для подкрепления и большей сопротивляемости морозу в дороге мужчины брали с собой с запасом и в избытке употребляли спиртные напитки.
В трактире нагулявшаяся компания заказывает грюнколь — кудрявую капусту, тушённую с луком, шпигом и овсяными хлопьями и — в зависимости от региона — с жареным или отварным картофелем. Мясной частью этого праздничного обеда в районах Бремена и Ольденбурга подавался пинкель, в районах Ганновера, Хильдесгейма, Брауншвейга и Магдебурга — брегенвурст. Эти виды колбас готовились исключительно в зимнюю пору исключительно к грюнколю; в южных регионах Германии они практически неизвестны. Грюнколь в качестве гарнира также подают к касселеру, сыровяленой и копчёной колбасам и другим блюдам из свинины.
Во время застолья выбирают «капустного короля» или «капустную королевскую чету». При выборе короля в разных регионах применяются различные способы. Так, иногда подсчитывается число съеденных участниками порций на «пиршестве», в других случаях производится их взвешивание до и после празднования, либо учитываются результаты проведённых во время прогулки спортивных состязаний. «Капустным королём» может оказаться также тот едок, который последним встал из-за стола. «Король» или избранная «королевская пара» обязуются в последующий год организовать новый поход за грюнколем.